# Brannik

Brannik (bułg. Бранник) – bułgarska organizacja młodzieżowa o charakterze faszystowskim z okresu II wojny światowej.
Organizacja „Brannik” powstała z inicjatywy premiera prof. Bogdana Fiłowa na XXV zebraniu narodowym młodzieży 29 grudnia 1940. Wzorowała się na hitlerowskim Hitlerjugend. Jej mottem było hasło: „Borys, Bułgaria, Bóg!”. Na opaskach noszonych na uniformach i na sztandarach występowała litera „B”. Na czele „Brannika” stanął Stefan Kleczkow. Od 1 lutego 1943 kierował nią Zachari Stoiłkow, zaś od 24 marca 1944 prof. Georgi Karaiwanow. Funkcję sekretarza pełnił Iwan Tuleszkow. Organizacja była blisko powiązana z władzami bułgarskimi i carem Borysem III.
Organizacyjnie była podzielona na 3 struktury: dla dzieci od 10 do 14 lat, dla młodszej części młodzieży od 14 do 16 lat oraz dla starszej młodzieży od 16 do 21 lat. Młodzież była skupiona w drużynach (chłopcy) i wieńcach (dziewczęta), a wyżej czetach (40-50 osób). Od kwietnia 1941, czyli zajęcia przez wojska bułgarskie części terytorium Jugosławii, w jej skład weszli też przedstawiciele okupowanej Macedonii. W 1942 r. do „Brannika” weszli członkowie Czerwonego Krzyża. Organizacja stała się masowa, osiągając liczebność ok. 450 tys. członków. Organem prasowym były pisma „Средношколски бранник” i „Браннически глас”. 9 września 1944, po przejściu Bułgarii na stronę aliantów, „Brannik” została zdelegalizowana jako organizacja faszystowska. 